# El Marquesillo
El Marquesillo är en ort i Mexiko.   Den ligger i kommunen Juan Rodríguez Clara och delstaten Veracruz, i den sydöstra delen av landet, 400 km öster om huvudstaden Mexico City. El Marquesillo ligger 31 meter över havet och antalet invånare är 426.
Terrängen runt El Marquesillo är platt. Runt El Marquesillo är det ganska tätbefolkat, med 67 invånare per kvadratkilometer. Närmaste större samhälle är Juan Rodríguez Clara, 20,0 km väster om El Marquesillo. Omgivningarna runt El Marquesillo är en mosaik av jordbruksmark och naturlig växtlighet.